# 辻勇夫 (政治家)
辻 勇夫（つじ いさお、1857年3月21日（安政4年2月26日） - 1928年（昭和3年）5月26日）は、日本の政治家。衆議院議員（1期）。

## 経歴
福岡県出身。秋月藩の藩校稽古館で文武両道を修める。小間物販売業を営む。甘木町(のち甘木市を経て朝倉市)議、同町長、朝倉郡議、同参事会員、福岡県議、同参事会員を歴任し、朝倉軌道(株)社長となる。
1922年の衆議院福岡11区の補欠選挙に立憲政友会公認で立候補して当選した。衆議院議員を1期務め、1924年の第15回衆議院議員総選挙には立候補しなかった。1928年に死去した。